# Krisztián Grecsó
Dans le nom hongrois Grecsó Krisztián, le nom de famille précède le prénom, mais cet article utilise l’ordre habituel en français Krisztián Grecsó, où le prénom précède le nom.
Krisztián Grecsó, né le 18 mai 1976 à Szegvár, est un écrivain et journaliste hongrois.